# Война Дзэнкунэн
Война Дзэнкунэн (яп. 前九年の役 Дзэнкунэн-но эки, «Первая девятилетняя война»; 1051-1062) — вооружённый конфликт в Японии периода Хэйан между силами восставших самураев провинции Муцу под руководством Абэ-но Ёритоки и его сыновей Садато и Мунэто с одной стороны, и правительственными войсками под предводительством Минамото-но Ёриёси и Минамото-но Ёсииэ с другой. Закончилась победой правительственных войск.

## Краткая информация
Местом боевых действий стала провинция Муцу, где жили покорённые японцами племена эмиси. Исторически контроль над регионом осуществляла ассимилированная знать из представителей эмиси под руководством могущественного рода Абэ, однако официально провинцией управлял чиновник, назначенный центральной властью. В 1050 году Ёритоки, глава рода Абэ, перестал обращать внимание на назначенного правительством губернатора Фудзивару-но Нарито и стал взимать налоги и конфисковывать имущество по собственному желанию. Через год войска рода Абэ напали на губернаторскую администрацию, а сам губернатор бежал за помощью в столицу.
В 1052 году император назначил главу рода Минамото из провинции Кавати, Минамото-но Ёриёси, одновременно и губернатором, и начальником над эмиси. Тот отправился на север Японии вместе со своим сыном Ёсииэ, где в течение нескольких лет вел бои с повстанцами с переменным успехом.
В 1057 году состоялась большая битва при Киуми между силами Минамото и Абэ, которая закончилась победой последних. Правительственные командиры потеряли много воинов и были вынуждены отступить к Муцу. Однако через 4 года им на помощь пришла армия соседней провинции Дэва, рода Киёхара. Благодаря этому, в 1062 году объединенные войска родов Минамото и Киёхара смогли взять штурмом главную вражескую цитадель и захватить живьем полководцев противника.
Война Дзэнкунэн стала ступенькой для укрепления позиций самурайского рода Минамото при императорском дворе и в среде самурайской знати восточной Японии. Кроме того, активная роль рода Киёхара обеспечила ему статус фактического правителя северной Японии.